# M'n gevoel zegt me
M’n gevoel zegt me is een hoorspel van Lester Powell. De TROS zond het uit op woensdag 15 oktober 1975, van 22:53 uur tot 23:55 uur, met een herhaling op woensdag 16 augustus 1978. De vertaling was van Ina de Jong-Wierda en de regisseur was Bert Dijkstra.

## Rolbezetting
- Bert Dijkstra (nieuwslezer)
- Hans Karsenbarg (James Kitson)
- Gerrie Mantel (Gillian Rowe)
- Jan Borkus (Tom Binder)
- IJda Andrea (Mary Grove)
- Willy Ruys (Bert Fozer)
- Lies de Wind (receptioniste)
- Frans Kokshoorn (hoteleigenaar)
- Huib Orizand (zeeman)

## Inhoud
Hoofdpersoon in het verhaal is de jeugdige politieagent James Kitson, die opdracht krijgt de moord op een man op te lossen. Hoewel hij erin slaagt klaarheid te brengen in deze duistere zaak, laat een onbestemd gevoel van ongenoegen hem niet los en besluit hij overplaatsing te vragen naar een andere dienst…